# Dorado Nuevo
Dorado Nuevo är en ort i Mexiko.   Den ligger i kommunen Suchiate och delstaten Chiapas, i den sydöstra delen av landet, 900 km sydost om huvudstaden Mexico City. Dorado Nuevo ligger 17 meter över havet och antalet invånare är 802.
Terrängen runt Dorado Nuevo är platt. Runt Dorado Nuevo är det ganska tätbefolkat, med 144 invånare per kvadratkilometer. Närmaste större samhälle är Brisas Barra de Suchiate, 15,4 km söder om Dorado Nuevo. Omgivningarna runt Dorado Nuevo är en mosaik av jordbruksmark och naturlig växtlighet.